# 西非時間
| 黑色 | UTC-1︰佛得角時間                                            |
| 绿色 | UTC︰欧洲西部时间 · 格林尼治標準時間                         |
| 蓝色 | UTC+1︰欧洲中部时间 · 西非時間 · 欧洲西部夏令时间            |
| 紅色 | UTC+2︰欧洲东部时间 · 中非時間 · 西非夏令時間 · 南非標準時間 |
| 黃色 | UTC+3︰欧洲东部夏令时间 · 東非時間                           |
| 灰色 | UTC+4︰毛里裘斯時間 · 塞舌爾時間                             |

西非時間（West Africa Time，縮寫WAT）是一個用於非洲中西部（不包括的貝寧以西國家）的時區，標準時間為UTC+1，與中非時間一樣。大部分西非國家並不使用西非時間，而使用格林尼治標準時間。
因為這個地區靠近赤道，一年之中白天長短變化不明顯，所以沒有實行夏令時。只有納米比亞在夏天月份（9月至4月）使用西非夏令時間（UTC+2），自2017年9月起納米比亞時間 （页面存档备份，存于），納米比亞處於中部非洲時區，使用中非時間標準時間為UTC+2，與南非標準時間（South African Standard Time，簡稱SAST）一致。
下列國家使用西非時間：
- 阿尔及利亚
- 安哥拉
- 喀麦隆
- 中非
- 刚果民主共和国（西部）
- 赤道几内亚
- 加彭
- 摩洛哥
- 尼日尔
- 奈及利亞
- 刚果共和国
- 突尼西亞